# Listopad
Listopad je podle gregoriánského kalendáře jedenáctý měsíc v roce. Má 30 dní. Jeho český název se odvozuje od padání listí, které je pro toto období ve střední Evropě charakteristické. Latinsky se měsíc nazývá November od latinského novem (tj. devět), neboť do roku 153 př. n. l. byl listopad v římském kalendáři devátým měsícem v roce. Tento název převzala i velká část evropských jazyků. 
Listopad začíná stejným dnem v týdnu jako únor (s výjimkou přestupného roku) a březen. Podle židovského kalendáře připadá listopad obvykle na měsíce chešvan a kislev.
Astrologicky je Slunce asi první dvě třetiny listopadu ve znamení Štíra a zbytek měsíce ve znamení Střelce. V astronomických termínech začíná v souhvězdí Vah a končí v souhvězdí Štíra.
Během listopadu se na severní polokouli postupně zkracuje délka dne. Na území České republiky, přesněji na průsečíku 50. rovnoběžky a 15. poledníku, je první listopadový den dlouhý okolo 9 hodin a 47 minut. Slunce vychází přibližně v 6.50 a zapadá v 16.37 hodin středoevropského času. Poslední den v listopadu je kratší o hodinu a 20 minut. Slunce vychází okolo 7.35 a zapadá v 16.02 hodin středoevropského času. Během listopadu nastávají některé meteorické roje, jako například Andromedidy (vrcholí 9.–14. listopadu), Leonidy či Alfa Monocerotidy.
Podle meteorologických měření v pražském Klementinu byla od 18. století nejvyšší listopadová teplota zaznamenána 3. listopadu 1970 (19,5 °C) a nejnižší 23. listopadu 1858 (-16,9 °C). Průměrné listopadové teploty se v letech 1961–1990 pohybovaly od 2,2 do 7,9 °C. Z celého území České republiky byla nejvyšší teplota naměřena 1. listopadu 1928 v Klatovech (24 °C) a nejnižší 28. listopadu 2010 na Rokytské slati na Šumavě (-25,4 °C). Nejvíce srážek za den spadlo 1. listopadu 1924 v dnes zaniklé obci Zvonková na Českokrumlovsku (159,3 mm).
Teplotní průměr v listopadových dnech naměřený v Klementinu v letech 1961–1990:
V České republice připadá na listopad státní svátek Den boje za svobodu a demokracii a Mezinárodní den studentstva (17. listopadu), který připomíná uzavření českých vysokých škol nacisty v roce 1939 a také studentské protesty, kterými v roce 1989 začala Sametová revoluce. Od roku 2003 se také připomíná významný den – Den válečných veteránů (11. listopadu), připomínající konec první světové války v roce 1918 a veterány všech válečných konfliktů. 
Mezi 27. listopadem a 3. prosincem nastává první neděle adventní.
27. listopadu se  slaví svátek Zjevení Panny Marie v Paříži
Podle listopadu jsou pojmenovány některé události, které se v tomto měsíci odehrály. V Polsku 29. listopadu 1830 začalo Listopadové povstání proti Rusku. V německém Kielu se 3. listopadu 1918 vzbouřili námořníci a tím začala Listopadová revoluce, která v Německu svrhla monarchii a nastolila republiku. Jako Listopadový pogrom (německy Novemberpogrome) bývá někdy označována Křišťálová noc, při které 9. listopadu 1938 jednotky SA a další Němci zaútočili na židovské obyvatelstvo, vyrabovali a vypálili židovské domy, obchody a synagogy.

## Pranostiky
- Teplý říjen – studený listopad.

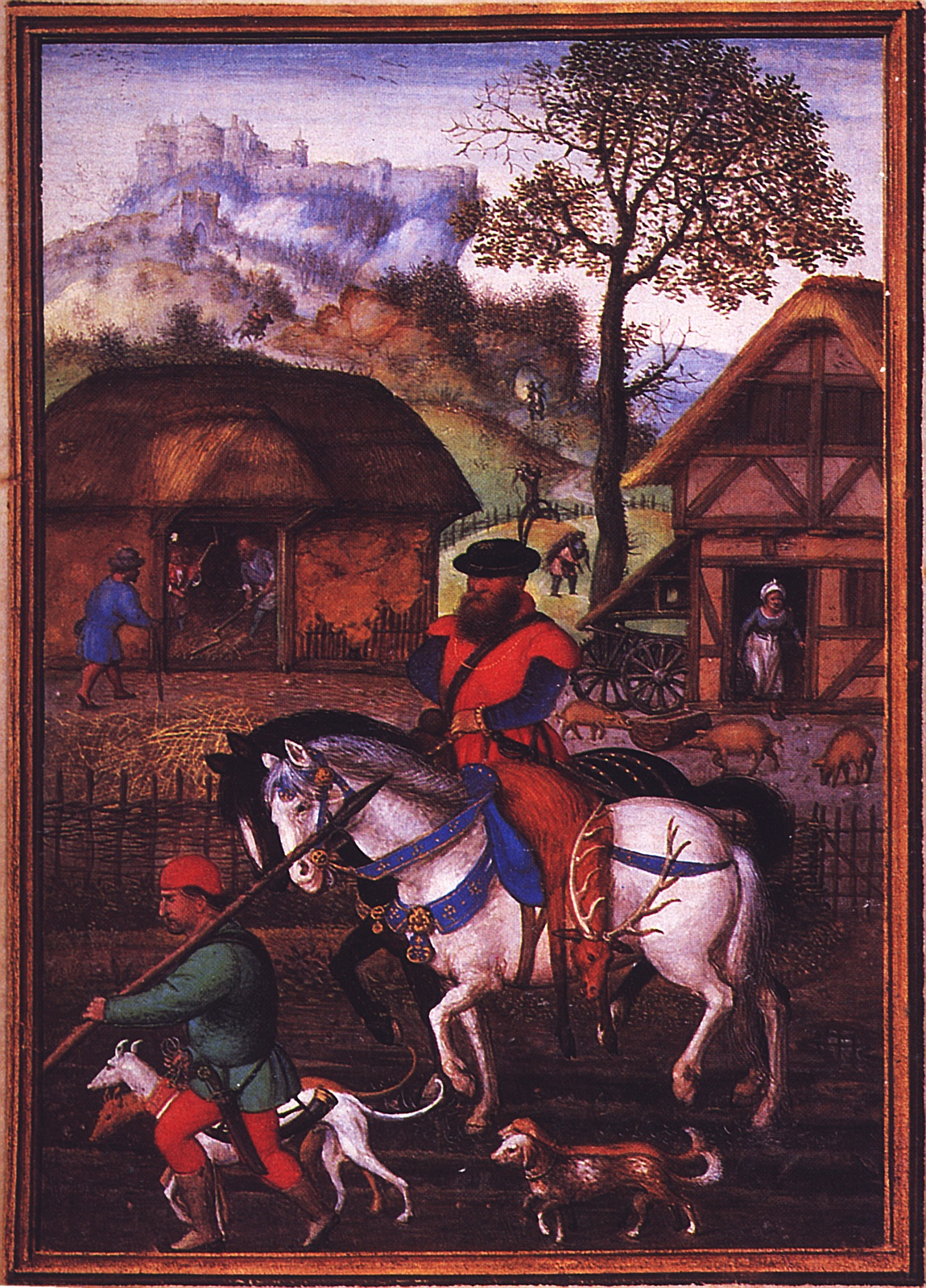
Listopad, Simon Bening

- V listopadu hřmí – sedlák vesnou sní.
- Listopadové hřmění pšenici ve zlato mění.
- Když ještě v listopadu hřmívá, úrodný rok nato bývá.
- Když krtek v listopadu ryje, budou na Vánoce létat komáři.
- Stromy-li v listopadu kvetou, sahá zima až k létu.
- Padá-li listí v listopadu, jistě brzy přijde led, ale dlouho nepobude.
- Když dlouho listí nepadá, tuhá zima se přikrádá.
- Když se v listopadu hvězdy třpytí, mrazy se brzo uchytí.
- Studený listopad – zelený leden.
- Listopadové sněžení neškodí vůbec osení.
- Jestliže sníh listopadový dlouho zůstane, více než hnůj polím prospěje.
- Když napadá sníh na zelené listí, bude tuhá zima.
- V listopadu příliš mnoho sněhu a vody, to známka příští neúrody.
- Jaké povětří jest v listopadu, takové má býti měsíce března roku budoucího.
- Jaký listopad, takový březen.

## Zajímavosti
- V srbochorvatštině listopad znamená říjen.